# Баран (приток Домсы)
Баран — река в Белыничском районе Могилёвской области Белоруссии. Левый приток реки Домса (бассейн Днепра). Длина 5,6 км. Начинается на западе от деревни Кастричник, устье на западе от деревни Большой Трилесин. Канализировано 2,4 км русла между деревнями Красный Пахарь и Большой Трилесин.